# Bultaco Streaker
La Streaker è una motocicletta prodotta dalla Bultaco dal 1977 al 1984.

## Il contesto
Erede della Junior del 1966, la Streaker si presentava come una motocicletta sportiva. Era disponibile in due cilindrate: 75 (modello 179, destinato ai sedicenni dotati di patente A-1) e 125 cm³ (modello 204), entrambe a due tempi, che differivano tra di loro solo per l'alesaggio (43 mm il 75 cm³, 54,2 il 125; per entrambi la corsa era di 51,5 mm). Sia 75 che 125 erano equipaggiate con un cambio a sei rapporti.
Una delle caratteristiche della moto era il suo telaio, un doppia culla aperta con due tubi di rinforzo tra il cannotto di sterzo e l'attacco del forcellone. La 75 aveva 8,93 CV a 8500 giri/min, mentre la 125 aveva 13,32 CV a 9000 giri/min. Entrambe erano dotate di freni a disco anteriori e posteriori.
Nel 1979 venne presentata una nuova versione della moto, che si distingueva, a prima vista, per la colorazione (bianca, come la moto campione del Mondo della 50 nel 1978 con Ricardo Tormo, anziché nera). Altre modifiche riguardavano la sella (ora dotata di un codino), il serbatoio (da 9 litri anziché 10,5) e la trasmissione primaria (a ingranaggi invece che a catena). Siglate ora 179A (la 75) e 204A (la 125), le Streaker resteranno a catalogo fino alla chiusura della Bultaco, nel 1984.
L'anima sportiva della Streaker suggerì alla Casa catalana di creare un campionato monomarca: la Copa Streaker, organizzata a partire dal 1979. Questo monomarca lancerà campioni come Sito Pons, Jorge Martínez e Carlos Cardús.